# Urânia
Urânia (em grego clássico: Ουρανία; "a celestial") era, na mitologia grega, uma das nove musas, filhas de Zeus e Mnemósine, filha de Urano e Gaia.

## Mito
Urânia  era a musa da astronomia, matemática, lembranças, surrealismo e da astrologia. Era filha de Zeus e Mnemósine, ou de Urano, gerada sem mãe.
Urânia era mãe de Lino, e de Orfeu, cujo pai era Apolo. É a mais nova de todas as musas.

## Representação
Esta musa é comumente representada vestida de azul, cor que representa a abóbada celeste, tendo em torno de si um globo terrestre, no qual se medem posições com um compasso, numa de suas mãos.
Também possui uma coroa ou diadema formado por um grupo de estrelas (como na imagem acima); as estrelas também podem ornar todo o seu vestido. Aos seus pés encontram-se espalhados alguns instrumentos matemáticos, razão pela qual, como tacitamente consideram alguns, seria ainda a musa da matemática e de todas as ciências exatas.

### Na arte
A representação clássica de Urânia procede principalmente do quadro do pintor barroco francês Simon Vouet (1590–1649), "As musas Urânia e Calíope" (1634) atualmente compondo o acervo da Galeria Nacional de Arte de Washington, DC.

## Personagens da mitologia com o mesmo nome
- Urânia também era uma das oceânidas
- Um dos cães de Acteon

## Literatura
Urânia é o título dado pelo poeta italiano Giovanni Pontano a um poema explicativo em latim, cujo título completo é "Urania sive de stellis" (Urânia ou As estrelas). Escrito entre 1476–1479, e publicado postumamente em 1505 entre cinco livros, tenta realizar um movimento quase acrobático em conciliar, de forma enciclopédica e resumida, as doutrinas astrológicas da Antiguidade clássica com as verdades da fé católica, de acordo com a ótica neoplatônica do humanismo, com uso da mitologia e da fábula. Esta obra teve certa importância, por seu valor artístico e sucesso entre os contemporâneos e as gerações literárias seguintes.
Urânia também é o título de um poema neoclássico escrito por Alessandro Manzoni, entre 1806 e 1809. Em 358 hendecassílabos soltos, descreve um diálogo entre a Musa e o poeta Píndaro, em que a tese do autor é descrita literariamente: as virtudes sem as musas não podem ser aprendidas pelos homens primitivos, por natureza brutos e indolentes; também as musas, sem as graças, não ganham o coração humano. Cheio de belas metáforas, o poema pretende contrapor-se à "deusa Razão" do iluminismo, a fim de dar compreensão para tudo aquilo que esta não pode esclarecer.
Urânia é ainda o título de um livro escrito por Camille Flammarion, célebre astrônomo francês, no ano de 1890. O livro estabelece ligações entre a astronomia e o espiritismo.

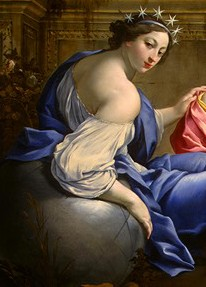
As Musas Urânia e Calíope (detalhe) Por Simon Vouet, circa 1634
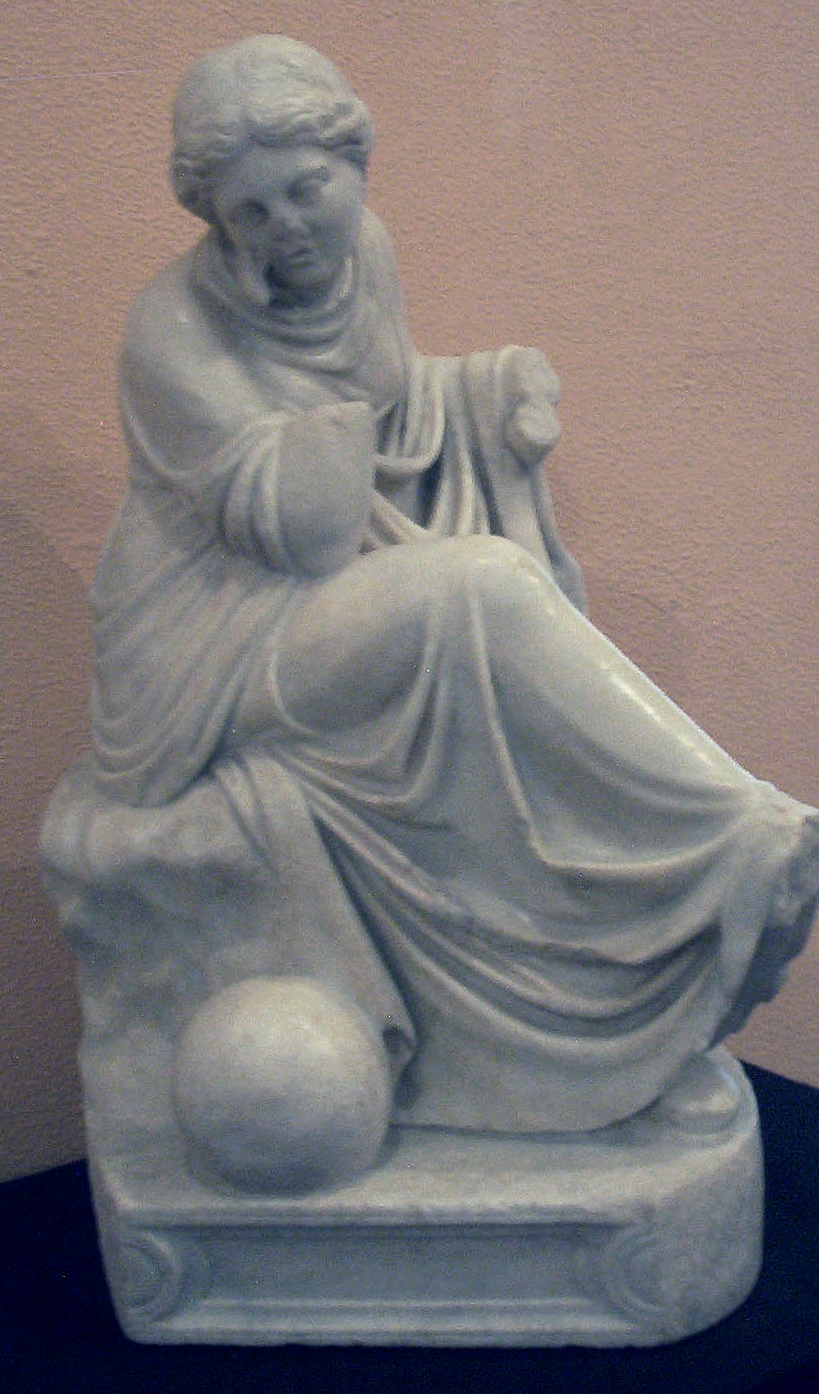
Urânia Mármore séc. II a I a.C., oriunda de Málaga.  M.A.N. (Madrid)